# Justyn Węglorz
Justyn Węglorz, né le 27 mai 1958 à Rybnik, en Pologne, est un ancien joueur polonais de basket-ball.